# Sharon Dijksma
Sharon Dijksma, née le 16 avril 1971 à Hoogkerk, est une femme politique néerlandaise, membre du Parti travailliste (PvdA) et bourgmestre d'Utrecht depuis le 16 décembre 2020.

## Biographie
Dijksma était un membre de la Seconde Chambre des États généraux et trois fois secrétaire d'État : une fois sous le cabinet Balkenende IV et deux fois sous le cabinet Rutte II.
À partir du 30 mai 2018 elle est échevin de la commune d'Amsterdam.